# Astragalus sinicus
Astragalus sinicus är en ärtväxtart som beskrevs av Carl von Linné. Astragalus sinicus ingår i släktet vedlar, och familjen ärtväxter. Inga underarter finns listade i Catalogue of Life.

## Bildgalleri

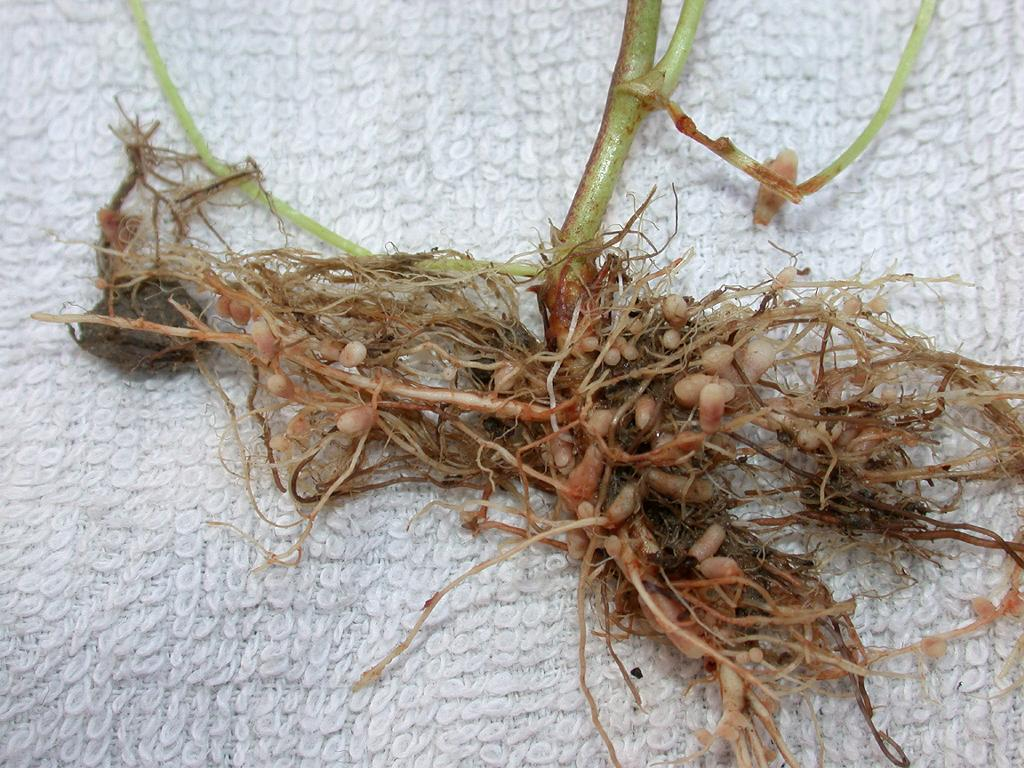
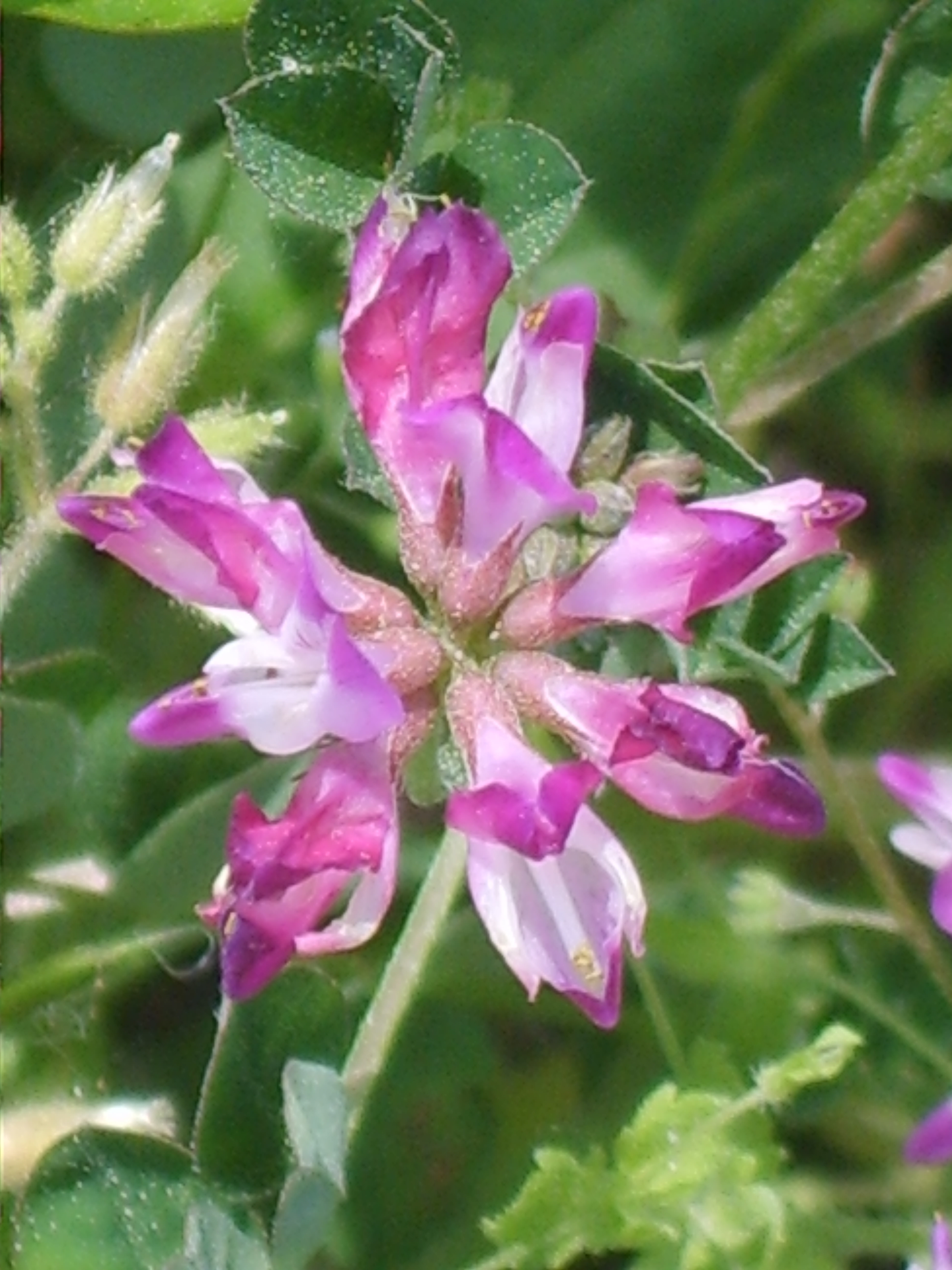
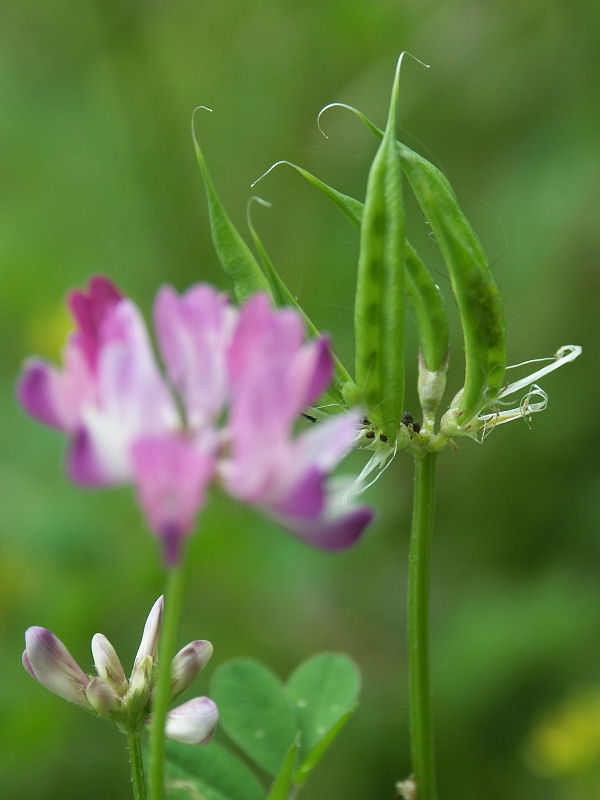
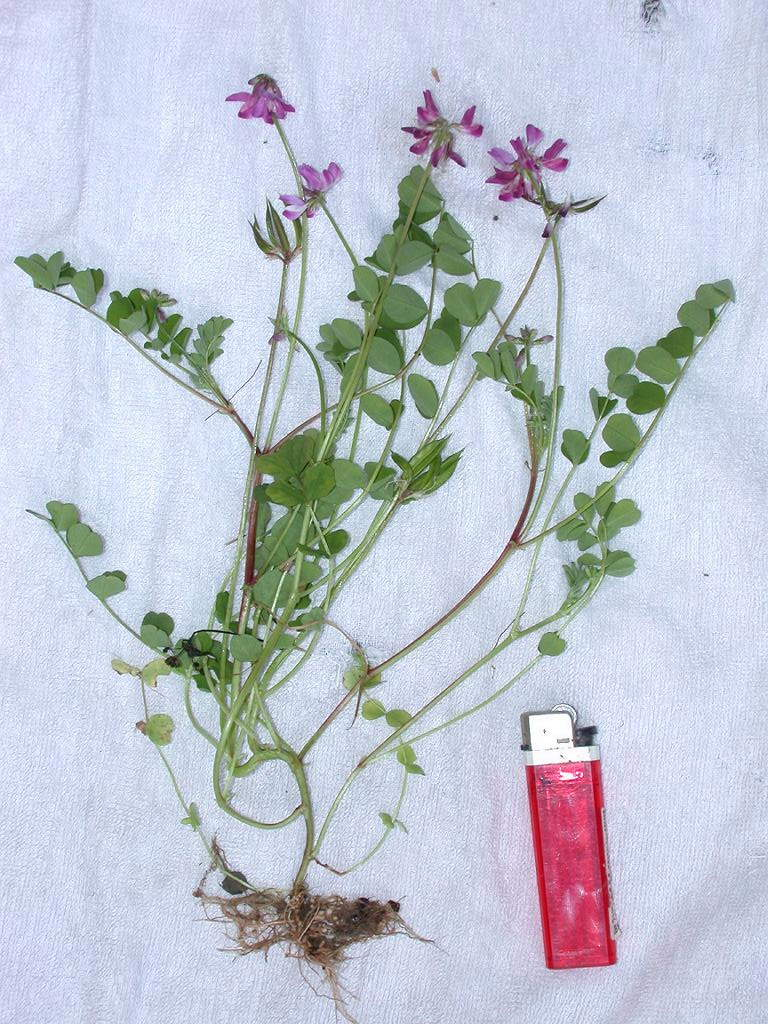
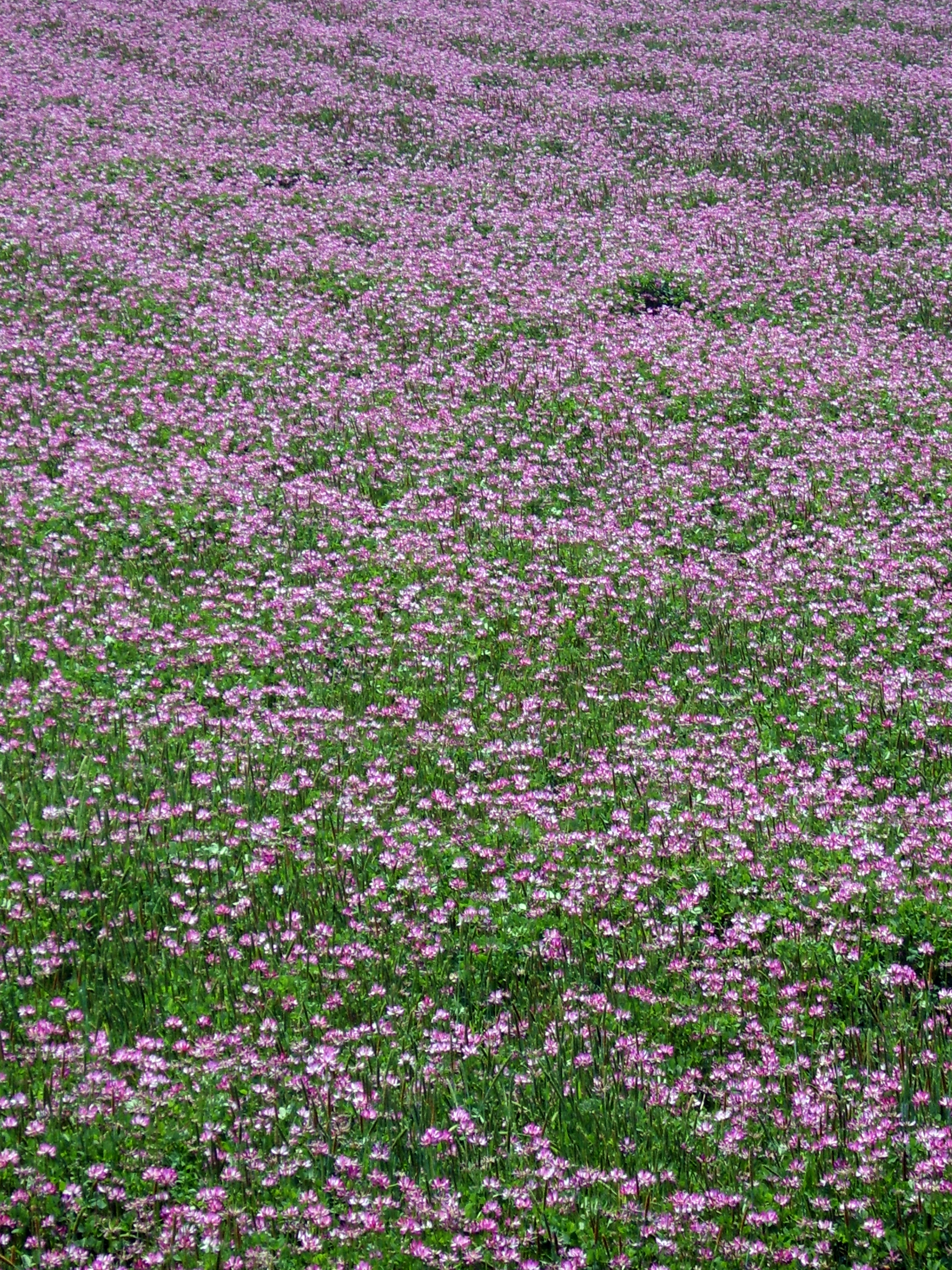
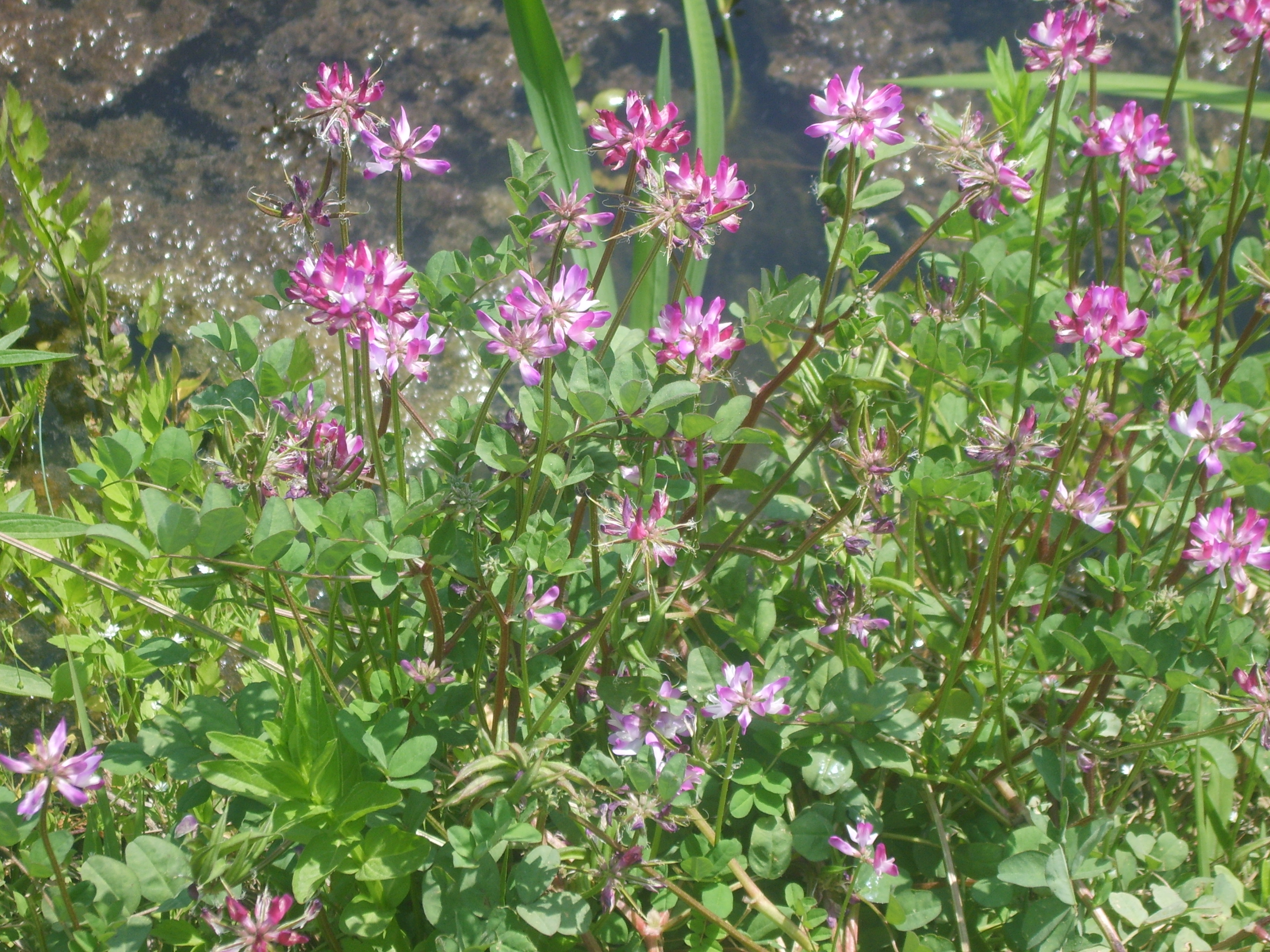